# Manche-Atlantique
Manche Atlantique est une course cycliste française disputée en Bretagne. Créée en 1972, cette épreuve débute chaque année à Jugon-les-Lacs (Côtes-d'Armor) et se termine au sommet de la côte de Cadoudal, à Plumelec (Morbihan). Elle se déroule habituellement le premier dimanche de mars.
La course est inscrite au calendrier national de la Fédération Française de Cyclisme.

## Histoire
Manche-Atlantique doit sa création à Pierre Le Mellec et Ange Roussel. La première édition se déroule le dimanche 19 mars 1972. Les 120 coureurs s'élancent de la poste de Saint Brieuc pour 133 km en direction du Vélodrome de Vannes où est jugée l'arrivée. Alain Nogues (UC Lamballe) s'impose dans un sprint massif de 50 coureurs, devant Lucien Tardiguel (UC Briochine) et Maurice Le Guilloux (UC Briochine).
Le dimanche 2 mars 1982, la course se termine pour la première fois à Plumelec. Elle est remportée par Serge Coquelin, alors membre de l'OCC Laval. 
Les éditions 2020 et 2021 sont annulées à la suite des restrictions sanitaires et des difficultés d'organisation liées à la pandémie de Covid-19.

## Palmarès
| Année     | Vainqueur                 | Deuxième             | Troisième              |
| --------- | ------------------------- | -------------------- | ---------------------- |
| 1972      | Alain Nogues              | Lucien Tarsiguel     | Maurice Le Guilloux    |
| 1973      | Jean-Michel Richeux       | Gérard Béon          | Gilles Paire           |
| 1974      | André Chalmel             | Jean-Michel Richeux  | Guy Patissier          |
| 1975      | Lionel Canevet            | Alain Huby           | Daniel Bihannic        |
| 1976      | Jean-Paul Maho            | Jean-René Bernaudeau | Patrick Guay           |
| 1977      | Jean-Paul Maho            | Michel Le Sourd      | Claude Buchon          |
| 1978      | Michel Le Sourd           | Alain Nogues         | Jean-Luc Coupé         |
| 1979      | Francis Castaing          | Marc Madiot          | Pierre-Henri Menthéour |
| 1980      | Didier Le Saux            | Philippe Leleu       | Serge Beucherie        |
| 1981      | François Quéré            | Alain Rocaboy        | Daniel Leveau          |
| 1982      | Serge Coquelin            | Stéphane Guay        | Gary Dowdell           |
| 1983      | Yvon Madiot               | Mario Verardo        | Dominique Le Bon       |
| 1984      | Hubert Graignic           | Thierry Marie        | Bertrand Fialip        |
| 1985      | Serge Coquelin            | Yvon Bernard         | Paul Quentel           |
| 1986      | Dominique Le Bon          | Frédéric Gallerne    | Philippe Tranvaux      |
| 1987      | Thierry Barrault          | Jean-Louis Conan     | Richard Vivien         |
| 1988      | Christian Levavasseur     | Didier Le Huitouze   | Jean-Jacques Lamour    |
| 1989      | Jacky Durand              | Yvon Ledanois        | Roger Tréhin           |
| 1990      | Bruno Maréchal            | Emmanuel Hubert      | Czeslaw Rajch          |
| 1991      | Stéphane Heulot           | Roger Tréhin         | Pascal Le Tanou        |
| 1992      | Olivier Ouvrard           | Denis Leproux        | Emmanuel Hubert        |
| 1993      | Emmanuel Hubert           | Claude Lamour        | Rémy Quinton           |
| 1994      | Emmanuel Hubert           | Rodolphe Henry       | Philippe Bresset       |
| 1995      | Carlo Meneghetti          | Christophe Agnolutto | Michel Lallouët        |
| 1996      | Stéphane Barthe           | François Arnaud      | Laurent Drouin         |
| 1997      | Olivier Potiron           | Stéphane Bellicaud   | Arnaud Auguste         |
| 1998      | Stéphane Corlay           | Mickaël Hacques      | Loïc Lamouller         |
| 1999      | Franck Renier             | Stéphane Conan       | Frédéric Mainguenaud   |
| 2000      | Frédéric Delalande        | Marc Vanacker        | Stéphane Cougé         |
| 2001      | Lilian Jégou              | Samuel Gicquel       | Stéphane Conan         |
| 2002      | Christophe Thébault       | Guillaume Judas      | Benoît Legrix          |
| 2003      | Salva Vilchez             | Dominique Rault      | Christophe Guillome    |
| 2004      | Cyrille Monnerais         | Frédéric Lecrosnier  | Frédéric Delalande     |
| 2005      | Carl Naibo                | Noan Lelarge         | Yann Pivois            |
| 2006      | Cédric Hervé              | Alexandre Naulleau   | Stéphane Pétilleau     |
| 2007      | Sébastien Duret           | David Le Lay         | Stéphane Pétilleau     |
| 2008      | David Le Lay              | Sébastien Duret      | Guillaume Blot         |
| 2009      | Fabrice Jeandesboz        | Laurent Mangel       | Julien Simon           |
| 2010      | Julien Foisnet            | Nicolas David        | Édouard Louyest        |
| 2011      | Julien Foisnet            | Erwan Téguel         | Guillaume Malle        |
| 2012      | Yann Guyot                | Romain Combaud       | Bryan Nauleau          |
| 2013      | Jérémy Cornu              | Julien Guay          | Bryan Nauleau          |
| 2014      | Fabrice Seigneur          | Fabien Grellier      | Romain Combaud         |
| 2015      | Fabien Grellier           | Erwann Corbel        | Cyrille Patoux         |
| 2016,     | Kévin Lebreton            | Paul Ourselin        | Axel Guilcher          |
| 2017      | Mathieu Burgaudeau        | Valentin Madouas     | Maxime Cam             |
| 2018      | Emmanuel Morin            | Mathieu Burgaudeau   | Julien Guay            |
| 2019      | Maxime Renault            | Baptiste Bleier      | Valentin Ferron        |
| 2020-2021 | Annulé                    |                      |                        |
| 2022      | Mattéo Vercher            | Ewen Costiou         | Antoine Devanne        |
| 2023      | Baptiste Vadic            | Antoine Devanne      | Killian Verschuren     |
| 2024      | Simon Millon              | Lucas Grolier        | Théo Lévêque           |
| 2025      | Florentin Lecamus-Lambert | Malo Stevant         | Mathéo Barusseau       |